# スプリングステークス
スプリングステークスは、日本中央競馬会（JRA）が中山競馬場で施行する中央競馬の重賞競走（GII）である。競馬番組表での名称は「フジテレビ賞 スプリングステークス（フジテレビしょう スプリングステークス）」と表記される。
競走名の「スプリング (Spring)」は、春を意味する英語。
寄贈賞を提供するフジテレビは、東京都港区台場の本社を拠点に、フジネットワーク（FNS、FNN）のキー局を務めるテレビジョン放送局。開局年の1959年（昭和34年）より中央競馬中継を実施している。また完全親会社で総務省認定放送持株会社のフジ・メディア・ホールディングスは、BSフジおよび関東広域圏でAM・ワイドFM帯ラジオ放送を行うニッポン放送を傘下に持ち、また持分法適用関連会社である系列局の北海道文化放送（UHB）、福島テレビ（FTV）、NST新潟総合テレビといった放送局でも中央競馬中継を実施している。
正賞はフジテレビ賞（ただし同賞が無い年もある。詳細は後述）。

## 概要
3着までの馬に皐月賞の優先出走権が与えられるトライアル競走。本レースは、1990年まで5着までに優先出走権を付与していたが、1991年から3着までに改められた。皐月賞・東京優駿（日本ダービー）と続く春のクラシック路線、およびNHKマイルカップの重要な前哨戦として位置付けられている。
1952年に創設された、4歳（現3歳）馬による重賞競走。創設時は東京競馬場の芝1800mで行われ、その後施行場や距離は幾度かの変遷を経て、1960年以降は中山競馬場の芝1800mで定着。負担重量は創設時が別定で、「皐月賞トライアル」の副称がつけられた1958年から定量に変更、2003年からは馬齢に変更された。
地方競馬所属馬は1995年から、外国産馬は2002年からそれぞれ出走可能になり、2010年からは外国馬も出走可能な国際競走となった。
本競走に限り、本馬場入場曲はみんなのKEIBAテーマ曲「Now1」が用いられる（本馬場入場は年度によってみんなのKEIBAにも裏送りされる場合がある）。また、2019年以前は競馬場内及びグリーンチャンネル使用の本馬場入場もフジテレビアナウンサーが担当した。
なお在京キー局が寄贈する賞は他にはテレビ東京が寄贈する青葉賞がある。こちらも日本ダービーへの優先出走権が与えられるなどクラシック路線として重要な役割を担っている。

### 競走条件
以下の内容は、2025年現在のもの。
出走資格：サラ系3歳牡馬・牝馬
- JRA所属馬
- 地方競馬所属馬（後述）
- 外国調教馬（優先出走）

負担重量：馬齢（牡57kg、牝55kg）
皐月賞のステップ競走に指定されており、地方競馬所属馬は皐月賞の出走候補馬（2頭まで）およびJRAの2歳GI競走優勝馬に優先出走が認められているほか、JRAで行われる芝の3歳重賞競走優勝馬にも出走資格が与えられる。

### 賞金
2025年の1着賞金は5400万円で、以下2着2200万円、3着1400万円、4着810万円、5着540万円。

## 歴史
- 1952年 - 4歳牡馬・牝馬限定の重賞競走として創設、東京競馬場の芝1800mで施行[5]。
- 1958年 - 皐月賞トライアルに指定され、上位5着までの入賞馬に皐月賞の優先出走権を付与[5]。
- 1964年 - 名称を「フジテレビ賞 スプリングステークス」に変更（2011年・2025年を除く）[7]。
- 1984年 - グレード制施行によりGII[注 4]に格付け[5]。
- 1991年 - 皐月賞の優先出走権取得条件が上位5頭から上位3頭の入賞馬に変更[5]。
- 1995年 - 指定交流競走となり、地方競馬所属馬が2頭まで出走可能となる[7]。
- 2001年 - 馬齢表示の国際基準への変更に伴い、出走条件を「3歳牡馬・牝馬」に変更[7]。
- 2002年 - 混合競走に指定、外国産馬が出走可能になる[8]。
- 2007年 - 日本のパートI国昇格に伴い、格付表記をJpnIIに変更[12]。
- 2010年
  - 国際競走に変更され、外国調教馬が8頭まで出走可能となる[9]。
  - 格付表記をGII（国際格付）に変更[9]。
  - 寄贈賞を提供するフジテレビ『うまプロ!』の企画で、この年のみ林田健司作曲のオリジナルファンファーレが演奏された。
- 2011年
  - 東日本大震災および東京電力福島第一原子力発電所事故の影響[注 5]により阪神競馬場で「東北関東大震災 被災地支援競馬」の副題を付して施行。
  - レースタイトルから「フジテレビ賞」が外れ[注 6]、本馬場入場曲とファンファーレも関西主場で使われているものが使用された。
  - この年に限り、フルゲートが18頭となる。
- 2020年・2021年 - COVID-19の流行により「無観客競馬」として実施[13][14]。
- 2025年 - フジテレビ不適切接待疑惑問題を受けて、フジテレビが寄贈賞およびレース名への冠名付与を辞退したため、2011年以来14年ぶりに「フジテレビ賞」が外される[15][16]。

### 歴代優勝馬
コース種別を表記していない距離は、芝コースを表す。
優勝馬の馬齢は、2000年以前も現行表記に揃えている。
| 回数   | 施行日        | 競馬場 | 距離  | 優勝馬             | 性齢 | タイム   | 優勝騎手           | 管理調教師 | 馬主                           |
| ------ | ------------- | ------ | ----- | ------------------ | ---- | -------- | ------------------ | ---------- | ------------------------------ |
| 第1回  | 1952年3月10日 | 東京   | 1800m | アサトモ           | 牡3  | 1:57 3/5 | 野平祐二           | 望月与一郎 | 手塚栄一                       |
| 第2回  | 1953年3月22日 | 東京   | 1800m | チエリオ           | 牝3  | 1:54 1/5 | 阿部正太郎         | 田中和一郎 | 吉川英治                       |
| 第3回  | 1954年3月21日 | 東京   | 1800m | タカオー           | 牡3  | 1:53 1/5 | 高橋英夫           | 上村大治郎 | 高須銀次郎                     |
| 第4回  | 1955年3月27日 | 東京   | 1600m | ナンシーシヤイン   | 牡3  | 1:42 4/5 | 坂本栄三郎         | 鈴木勝太郎 |                                |
| 第5回  | 1956年3月21日 | 東京   | 1600m | キタノオー         | 牡3  | 1:41 2/5 | 勝尾竹男           | 久保田金造 | 田中留治                       |
| 第6回  | 1957年3月21日 | 東京   | 1600m | ヒカルメイジ       | 牡3  | 1:37 3/5 | 蛯名武五郎         | 藤本冨良   | 新田松江                       |
| 第7回  | 1958年4月6日  | 中山   | 1700m | ダイゴホマレ       | 牡3  | 1:45 2/5 | 伊藤竹男           | 久保田金造 | 醍醐幸右衛門                   |
| 第8回  | 1959年4月5日  | 中山   | 1700m | メイタイ           | 牡3  | 1:47 1/5 | 八木沢勝美         | 尾形藤吉   | 千明康                         |
| 第9回  | 1960年4月3日  | 中山   | 1800m | コダマ             | 牡3  | 1:54.0   | 渡辺正人           | 武田文吾   | 伊藤由五郎                     |
| 第10回 | 1961年3月26日 | 中山   | 1800m | ユキロウ           | 牡3  | 1:57.3   | 渡辺正人           | 松山吉三郎 | 碓氷                           |
| 第11回 | 1962年3月21日 | 中山   | 1800m | カネツセーキ       | 牡3  | 1:53.1   | 伊藤竹男           | 久保田金造 | カネツ（株）                   |
| 第12回 | 1963年3月24日 | 中山   | 1800m | メイズイ           | 牡3  | 1:53.5   | 森安重勝           | 尾形藤吉   | 千明康                         |
| 第13回 | 1964年3月29日 | 東京   | 1800m | シンザン           | 牡3  | 1:51.3   | 栗田勝             | 武田文吾   | 橋元幸吉                       |
| 第14回 | 1965年3月28日 | 中山   | 1800m | ダイコーター       | 牡3  | 1:50.9   | 栗田勝             | 柴田不二男 | 橋元幸吉                       |
| 第15回 | 1966年4月3日  | 中山   | 1800m | シヨウグン         | 牡3  | 1:54.4   | 中野渡清一         | 中村広     | 玉島幸子                       |
| 第16回 | 1967年3月26日 | 中山   | 1800m | メジロフレーム     | 牡3  | 1:53.1   | 矢野一博           | 八木沢勝美 | 北野豊吉                       |
| 第17回 | 1968年4月28日 | 中山   | 1800m | マーチス           | 牡3  | 1:53.1   | 保田隆芳           | 伊藤修司   | 大久保常吉                     |
| 第18回 | 1969年3月30日 | 中山   | 1800m | ワイルドモア       | 牡3  | 1:56.7   | 森安重勝           | 尾形藤吉   | 吉原貞敏                       |
| 第19回 | 1970年3月22日 | 中山   | 1800m | タニノムーティエ   | 牡3  | 1:49.9   | 安田伊佐夫         | 島崎宏     | 谷水信夫                       |
| 第20回 | 1971年4月11日 | 中山   | 1800m | メジロゲッコウ     | 牡3  | 1:52.1   | 郷原洋行           | 大久保末吉 | 北野俊雄                       |
| 第21回 | 1972年5月7日  | 東京   | 1800m | タイテエム         | 牡3  | 1:50.3   | 須貝四郎           | 橋田俊三   | （有）名鯛興業                 |
| 第22回 | 1973年3月25日 | 中山   | 1800m | ハイセイコー       | 牡3  | 1:51.0   | 増沢末夫           | 鈴木勝太郎 | （株）ホースマンクラブ         |
| 第23回 | 1974年3月24日 | 中山   | 1800m | キタノカチドキ     | 牡3  | 1:52.1   | 武邦彦             | 服部正利   | 初田豊                         |
| 第24回 | 1975年3月23日 | 中山   | 1800m | ロングホーク       | 牡3  | 1:51.8   | 柴田政人           | 松田由太郎 | 中井長一                       |
| 第25回 | 1976年3月28日 | 中山   | 1800m | テンポイント       | 牡3  | 1:52.4   | 鹿戸明             | 小川佐助   | 高田久成                       |
| 第26回 | 1977年3月27日 | 中山   | 1800m | ヨシノリュウジン   | 牡3  | 1:56.0   | 中島啓之           | 尾形藤吉   | 吉岡啓史                       |
| 第27回 | 1978年3月26日 | 中山   | 1800m | タケデン           | 牡3  | 1:51.3   | 岡部幸雄           | 元石孝昭   | 武市伝一                       |
| 第28回 | 1979年3月25日 | 中山   | 1800m | リキアイオー       | 牡3  | 1:49.9   | 星野信幸           | 伊藤竹男   | 高山幸雄                       |
| 第29回 | 1980年3月23日 | 中山   | 1800m | サーペンプリンス   | 牡3  | 1:54.3   | 谷原義明           | 大久保末吉 | （有）内藤                     |
| 第30回 | 1981年3月22日 | 中山   | 1800m | サンエイソロン     | 牡3  | 1:53.7   | 小島太             | 古山良司   | 佐藤惣一                       |
| 第31回 | 1982年3月28日 | 中山   | 1800m | ハギノカムイオー   | 牡3  | 1:51.5   | 伊藤清章           | 伊藤修司   | 日隈広吉 中村和夫              |
| 第32回 | 1983年3月27日 | 中山   | 1800m | タケノヒエン       | 牡3  | 1:52.5   | 本田優             | 星川泉士   | 武岡嘉一                       |
| 第33回 | 1984年3月25日 | 中山   | 1800m | ビゼンニシキ       | 牡3  | 1:50.6   | 蛯沢誠治           | 成宮明光   | 藤田正蔵                       |
| 第34回 | 1985年3月24日 | 中山   | 1800m | ミホシンザン       | 牡3  | 1:49.5   | 柴田政人           | 田中朋次郎 | 堤勘時                         |
| 第35回 | 1986年3月30日 | 中山   | 1800m | サニーライト       | 牡3  | 1:50.3   | 大塚栄三郎         | 吉野勇     | 栗林英雄                       |
| 第36回 | 1987年3月29日 | 中山   | 1800m | マティリアル       | 牡3  | 1:49.3   | 岡部幸雄           | 田中和夫   | 和田共弘                       |
| 第37回 | 1988年3月27日 | 東京   | 1800m | モガミナイン       | 牡3  | 1:49.7   | 安田富男           | 古山良司   | （株）最上ホースクラブ         |
| 第38回 | 1989年3月26日 | 中山   | 1800m | ナルシスノワール   | 牡3  | 1:49.8   | 菅原泰夫           | 田之上勲   | 粟田攻                         |
| 第39回 | 1990年3月25日 | 中山   | 1800m | アズマイースト     | 牡3  | 1:48.9   | 菅原泰夫           | 仲住芳雄   | （株）東牧場                   |
| 第40回 | 1991年3月24日 | 中山   | 1800m | シンホリスキー     | 牡3  | 1:50.3   | 武豊               | 岩元市三   | 林幸雄                         |
| 第41回 | 1992年3月29日 | 中山   | 1800m | ミホノブルボン     | 牡3  | 1:50.1   | 小島貞博           | 戸山為夫   | （有）ミホノインターナショナル |
| 第42回 | 1993年3月28日 | 中山   | 1800m | マルチマックス     | 牡3  | 1:49.9   | 田中勝春           | 橋田満     | 森本忠治                       |
| 第43回 | 1994年3月27日 | 中山   | 1800m | ナリタブライアン   | 牡3  | 1:49.1   | 南井克巳           | 大久保正陽 | 山路秀則                       |
| 第44回 | 1995年3月26日 | 中山   | 1800m | ナリタキングオー   | 牡3  | 1:54.5   | 南井克巳           | 中尾謙太郎 | 山路秀則                       |
| 第45回 | 1996年3月24日 | 中山   | 1800m | バブルガムフェロー | 牡3  | 1:50.1   | 岡部幸雄           | 藤沢和雄   | （有）社台レースホース         |
| 第46回 | 1997年3月16日 | 中山   | 1800m | ビッグサンデー     | 牡3  | 1:52.2   | 蛯名正義           | 中尾正     | （有）ビッグ                   |
| 第47回 | 1998年3月22日 | 中山   | 1800m | クリールサイクロン | 牡3  | 1:49.8   | 蛯名正義           | 稲葉隆一   | 横山修二                       |
| 第48回 | 1999年3月21日 | 中山   | 1800m | ワンダーファング   | 牡3  | 1:51.2   | 幸英明             | 領家政蔵   | 山本信行                       |
| 第49回 | 2000年3月19日 | 中山   | 1800m | ダイタクリーヴァ   | 牡3  | 1:49.1   | 高橋亮             | 橋口弘次郎 | （有）太陽ファーム             |
| 第50回 | 2001年3月18日 | 中山   | 1800m | アグネスゴールド   | 牡3  | 1:50.1   | 河内洋             | 長浜博之   | 渡辺孝男                       |
| 第51回 | 2002年3月17日 | 中山   | 1800m | タニノギムレット   | 牡3  | 1:46.9   | 四位洋文           | 松田国英   | 谷水雄三                       |
| 第52回 | 2003年3月23日 | 中山   | 1800m | ネオユニヴァース   | 牡3  | 1:48.2   | M.デムーロ         | 瀬戸口勉   | （有）社台レースホース         |
| 第53回 | 2004年3月21日 | 中山   | 1800m | ブラックタイド     | 牡3  | 1:48.3   | 横山典弘           | 池江泰郎   | 金子真人                       |
| 第54回 | 2005年3月20日 | 中山   | 1800m | ダンスインザモア   | 牡3  | 1:47.3   | 蛯名正義           | 相沢郁     | 木浪巖                         |
| 第55回 | 2006年3月19日 | 中山   | 1800m | メイショウサムソン | 牡3  | 1:48.9   | 石橋守             | 瀬戸口勉   | 松本好雄                       |
| 第56回 | 2007年3月18日 | 中山   | 1800m | フライングアップル | 牡3  | 1:49.0   | 横山典弘           | 藤沢和雄   | 山本英俊                       |
| 第57回 | 2008年3月23日 | 中山   | 1800m | スマイルジャック   | 牡3  | 1:48.9   | 小牧太             | 小檜山悟   | 齊藤四方司                     |
| 第58回 | 2009年3月22日 | 中山   | 1800m | アンライバルド     | 牡3  | 1:50.8   | 岩田康誠           | 友道康夫   | （有）サンデーレーシング       |
| 第59回 | 2010年3月21日 | 中山   | 1800m | アリゼオ           | 牡3  | 1:48.2   | 横山典弘           | 堀宣行     | （有）社台レースホース         |
| 第60回 | 2011年3月26日 | 阪神   | 1800m | オルフェーヴル     | 牡3  | 1:46.4   | 池添謙一           | 池江泰寿   | （有）サンデーレーシング       |
| 第61回 | 2012年3月18日 | 中山   | 1800m | グランデッツァ     | 牡3  | 1:50.7   | M.デムーロ         | 平田修     | （有）社台レースホース         |
| 第62回 | 2013年3月17日 | 中山   | 1800m | ロゴタイプ         | 牡3  | 1:47.8   | C.デムーロ         | 田中剛     | 吉田照哉                       |
| 第63回 | 2014年3月23日 | 中山   | 1800m | ロサギガンティア   | 牡3  | 1:48.4   | M.デムーロ         | 藤沢和雄   | （有）社台レースホース         |
| 第64回 | 2015年3月22日 | 中山   | 1800m | キタサンブラック   | 牡3  | 1:49.1   | 北村宏司           | 清水久詞   | （有）大野商事                 |
| 第65回 | 2016年3月20日 | 中山   | 1800m | マウントロブソン   | 牡3  | 1:48.1   | A.シュタルケ       | 堀宣行     | 金子真人ホールディングス（株） |
| 第66回 | 2017年3月19日 | 中山   | 1800m | ウインブライト     | 牡3  | 1:48.4   | 松岡正海           | 畠山吉宏   | （株）ウイン                   |
| 第67回 | 2018年3月18日 | 中山   | 1800m | ステルヴィオ       | 牡3  | 1:48.1   | C.ルメール         | 木村哲也   | （有）サンデーレーシング       |
| 第68回 | 2019年3月17日 | 中山   | 1800m | エメラルファイト   | 牡3  | 1:47.8   | 石川裕紀人         | 相沢郁     | 高橋勉                         |
| 第69回 | 2020年3月22日 | 中山   | 1800m | ガロアクリーク     | 牡3  | 1:49.8   | L.ヒューイットソン | 上原博之   | 水上行雄                       |
| 第70回 | 2021年3月21日 | 中山   | 1800m | ヴィクティファルス | 牡3  | 1:52.0   | 池添謙一           | 池添学     | （株）G1レーシング             |
| 第71回 | 2022年3月20日 | 中山   | 1800m | ビーアストニッシド | 牡3  | 1:48.4   | 岩田康誠           | 飯田雄三   | 村中徹                         |
| 第72回 | 2023年3月19日 | 中山   | 1800m | ベラジオオペラ     | 牡3  | 1:48.9   | 横山武史           | 上村洋行   | 林田祥来                       |
| 第73回 | 2024年3月17日 | 中山   | 1800m | シックスペンス     | 牡3  | 1:49.4   | C.ルメール         | 国枝栄     | （有）キャロットファーム       |
| 第74回 | 2025年3月16日 | 中山   | 1800m | ピコチャンブラック | 牡3  | 1:51.5   | 石橋脩             | 上原佑紀   | 石部美恵子                     |